# Hans Weiditz

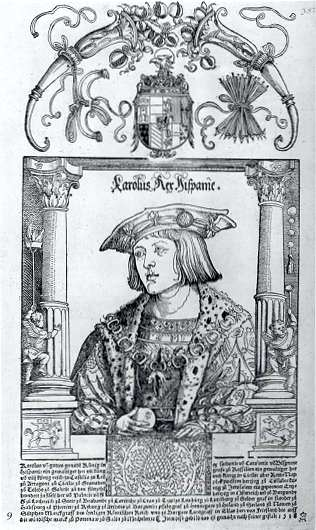
Hans Weiditz: Karl V. als König von Spanien, 1518

Hans Weiditz (* um 1500 in Straßburg; † 1536 in Freiburg im Breisgau) war ein deutscher Graphiker für Holzschnitte.

## Leben
Ob eine verwandtschaftliche Beziehung von Weiditz und seinem Bruder Christoph Weiditz zu dem Bildhauer Hans Wydyz besteht, ist nicht geklärt. In einigen Beiträgen wird der Bildhauer als möglicher Vater genannt. Er stammte aus Straßburg und lernte in der Werkstatt Hans Burgkmairs des Älteren in Augsburg, wo er später viele Buchillustrationen für klassische, wissenschaftliche und religiöse Bücher schuf. Seine Drucke waren meist unterzeichnet; sie verraten hohes Können und einen eigenen, persönlichen Stil.
Die Kräuterbücher des Vaters der Botanik Otto Brunfels wurden ab 1530 von Weiditz illustriert. 1930 entdeckte Walther Rytz im Berner Botanischen Institut Pflanzenaquarelle, die er Weiditz zuschreiben konnte. Sie waren 1529 angefertigt worden und dienten als Vorlagen für die Holzschnitte in Brunfels Kräuterbüchern. 
Heinrich Röttinger identifizierte ihn 1904 mt dem unbekannten Petrarcameister, was sich aber nicht durchgesetzt hat.